# Duomo (métro de Milan)
Pour les articles homonymes, voir Duomo.
Duomo est une station des lignes 1 et 3 du métro de Milan, située piazza del Duomo. Elle tire son nom du Duomo di Milano, la cathédrale de Milan.